# 心鏡流
心鏡流 （しんきょうりゅう）は、山根由房が開いた槍術、薙刀術、鎖鎌術（当流では「草鎌」と称する）の流派。
1684年（天和4年）、山根由房（山根左五右衛門）が開いたとされる。山根由房は、高橋新五左衛門より風伝流槍術を学んだとされる。
彦根藩で伝承され、藩校の稽古館でも心鏡流槍術が教授されていた。彦根藩で心鏡流を学んだ土方常介によって薙刀術・鎖鎌術のみが加賀藩に伝えられ、加賀藩の藩校・経武館でも心鏡流の薙刀術・鎖鎌術が教授されるようになった。
文献資料があまり残っていないため不明な点が多い。
現在は、加賀藩に伝承された系統の鎖鎌術（草鎌）のみが石川県内に現存している。